# Parachernes beieri
Parachernes beieri är en spindeldjursart som beskrevs av William B. Muchmore 1999. Parachernes beieri ingår i släktet Parachernes och familjen blindklokrypare. Inga underarter finns listade i Catalogue of Life.